# خلیج سواستوپول
خلیج سواستوپول (اوکراینی: Севастопольська бухта) یک خور و خلیج در کرانه دریای سیاه و شبه‌جزیره کریمه است.